# Sacký rajón
Sacký rajón (ukrajinsky Сакський район, rusky Сакский район) je rajón v Autonomní republice Krym na Ukrajině. Hlavním městem, které ale do rajónu nepatří, jsou Saki (v přepisu z ukrajinštiny Saky). Rajón má přibližně 77 tisíc obyvatel. 
Od Krymské krize území fakticky ovládá Rusko, které rajón považuje za součást svého federálního subjektu Republika Krym.

## Sídla v rajónu
Sídlo městského typu:
- Novofedorivka (Novofjodorovka)